# کیش‌پیریت
کیش‌پیریت (به مجاری:  Kispirit) یک شهرداری در مجارستان است که در وسپرم واقع شده‌است. کیش‌پیریت ۴٫۹۶ کیلومتر مربع مساحت و ۹۶ نفر جمعیت دارد.